# Cresta Monte Colombé e Cima Barbignaga
Cresta Monte Colombé e Cima Barbignaga este o arie protejată (arie specială de conservare — SAC, sit de importanță comunitară — SCI) din Italia întinsă pe o suprafață de 156 ha, integral pe uscat.

## Localizare
Centrul sitului Cresta Monte Colombé e Cima Barbignaga este situat la coordonatele 46°02′55″N 10°24′13″E / 46.048611°N 10.403611°E.

## Înființare
Situl Cresta Monte Colombé e Cima Barbignaga a fost declarat sit de importanță comunitară în iunie 1995 pentru a proteja 20 de specii de animale. Situl a fost protejat și ca arie specială de conservare în iulie 2016.

## Biodiversitate
Situată în ecoregiunea alpină, aria protejată conține 3 habitate naturale: Pajiști alpine și boreale, Pajiști alpine și subalpine calcaroase, Pante stâncoase silicioase cu vegetație casmofită.
La baza desemnării sitului se află mai multe specii protejate de  păsări (20): inărița (Acanthis flammea), ciocârlie-de-câmp (Alauda arvensis), potârnichea de stâncă (Alectoris graeca saxatilis), fâsă de pădure (Anthus spinoletta), fâsă de pădure (Anthus trivialis), acvilă de munte (Aquila chrysaetos), ciocănitoare pestriță mare (Dendrocopos major), vânturel roșu (Falco tinnunculus), cinteză (Fringilla coelebs), Lagopus muta helvetica, forfecuță gălbuie (Loxia curvirostra), pițigoi de brădet (Periparus ater), codroș de munte (Phoenicurus ochruros), codroșul de pădure (Phoenicurus phoenicurus), brumăriță de pădure (Prunella modularis), stăncuță alpină (Pyrrhocorax graculus), aușel cu cap galben (Regulus regulus), mărăcinar (Saxicola rubetra), silvie-mică (Sylvia curruca), sturz-cântător (Turdus philomelos)
Pe lângă speciile protejate, pe teritoriul sitului au mai fost identificate 14 specii de plante, 4 specii de mamifere, 2 specii de reptile.